# Saint-Bonnet-de-Valclérieux
Saint-Bonnet-de-Valclérieux este o comună în departamentul Drôme din sud-estul Franței. În 2009 avea o populație de 214 de locuitori.

## Evoluția populației
| An        | 1975 | 1982 | 1990 | 1999 | 2006 | 2009 |
| --------- | ---- | ---- | ---- | ---- | ---- | ---- |
| Populație | 201  | 198  | 219  | 202  | 212  | 214  |